# Albero (llinatge)
El llinatge dels Albero era un llinatge de rics-homes aragonesos. El seu escut d'armes és desconegut.

## Llista dels Cornel
- Lope Fortún d'Albero, present al Setge de Saraqusta (1118)
- Miguel d'Albero
- García d'Albero
- Lope d'Albero, empresonat per Rodrigo de Liçana i desencadenant de la Primera revolta nobiliària contra Jaume I d'Aragó
- Sanxa López d'Albero (filla), casada amb Pelegrín d'Atrosillo